# 浜江区
浜江区（ひんこう-く）は中華人民共和国浙江省杭州市に位置する市轄区。

## 行政区画
- 街道：西興街道、長河街道、浦沿街道

## 企業
- アリババグループ
- 吉利汽車